# Thailand i olympiska sommarspelen 2008
Thailand i olympiska sommarspelen 2008 bestod av 51 idrottare som blivit uttagna av Thailands olympiska kommitté.

## Medaljer i urval
| Medalj | Namn              | Sport     | Gren            |
| ------ | ----------------- | --------- | --------------- |
| Guld   | Somjit Jongjohor  | Boxning   | Flugvikt        |
| Silver | Manus Boonjumnong | Boxning   | Lätt weltervikt |
| Silver | Buttree Puedpong  | Taekwondo | Damernas −49 kg |

## Badminton
- Huvudartikel: Badminton vid olympiska sommarspelen 2008

- Herrar

| Namn            | Gren   | 32-delsfinal | 16-delsfinal                                      | 8-delsfinal      | Kvartsfinal      | Semifinal        | Final            | Final |
| Namn            | Gren   | Resultat     | Resultat                                          | Resultat         | Resultat         | Resultat         | Resultat         | Plats |
| --------------- | ------ | ------------ | ------------------------------------------------- | ---------------- | ---------------- | ---------------- | ---------------- | ----- |
| Boonsak Ponsana | Singel | BYE          | (6) Sony Dwi Kuncoro (INA) lose 0-2 (16-21,14-21) | Gick inte vidare | Gick inte vidare | Gick inte vidare | Gick inte vidare |       |

- Damer

| Namn             | Gren   | 32-delsfinal | 16-delsfinal                                     | 8-delsfinal      | Kvartsfinal      | Semifinal        | Final            | Final |
| Namn             | Gren   | Resultat     | Resultat                                         | Resultat         | Resultat         | Resultat         | Resultat         | Plats |
| ---------------- | ------ | ------------ | ------------------------------------------------ | ---------------- | ---------------- | ---------------- | ---------------- | ----- |
| Salakjit Ponsana | Singel | BYE          | (2) Zhang Ning (CHN) lose 1-2 (23-21,17-21,7-21) | Gick inte vidare | Gick inte vidare | Gick inte vidare | Gick inte vidare |       |

- Mixed

| Sudket Prapakamol Saralee Thungthongkam | Mixed | Mike Beres och Valerie Loker (CAN) win 2-0 (21-9,21-9) | (1) Nova Widianto och Lilyana Natsir (INA) lose 0-2 (13-21,19-21) | Gick inte vidare | Gick inte vidare |

## Bordtennis
- Huvudartikel: Bordtennis vid olympiska sommarspelen 2008
- Singel, damer

| Idrottare        | Gren   | Grundomgång          | Omgång 1                                          | Omgång 2                                         | Omgång 3             | Omgång 4             | Kvartsfinal          | Semifinal            | Final                |    |
| Idrottare        | Gren   | Motståndare Resultat | Motståndare Resultat                              | Motståndare Resultat                             | Motståndare Resultat | Motståndare Resultat | Motståndare Resultat | Motståndare Resultat | Motståndare Resultat |    |
| ---------------- | ------ | -------------------- | ------------------------------------------------- | ------------------------------------------------ | -------------------- | -------------------- | -------------------- | -------------------- | -------------------- | -- |
| Nanthana Komwong | Singel | BYE                  | Lian Qian (DOM) V 4-1 (7-11,11-5,11-6,11-6,12-10) | Fukuoka Haruna (JPN) F 0-4 (9-11,7-11,9-11,5-11) | Did not advance      | Did not advance      | Did not advance      | Did not advance      | Did not advance      | 49 |

## Boxning
- Huvudartikel: Boxning vid olympiska sommarspelen 2008

| Tävlande              | Viktklass       | Sextondelsfinal        | Åttondelsfinal          | Kvartsfinal          | Semifinal              | Final                |                  |
| Tävlande              | Viktklass       | Motståndare Resultat   | Motståndare Resultat    | Motståndare Resultat | Motståndare Resultat   | Motståndare Resultat |                  |
| --------------------- | --------------- | ---------------------- | ----------------------- | -------------------- | ---------------------- | -------------------- | ---------------- |
| Amnat Ruanroeng       | Lätt flugvikt   | Willie (PNG) W 14-2    | Montero (DOM) W 7-3     | Serdamba (MGL) L 2-5 | Gick inte vidare       | Gick inte vidare     | Gick inte vidare |
| Somjit Jongjohor      | Flugvikt        | Valenzuela (GUA) W 6-1 | Mammadov (AZE) W 10-2   | Yunusov (TJK) W 8-1  | Picardi (ITA) W 7-1    | Laffita (CUB) W 8-2  |                  |
| Worapoj Petchkoom     | Bantamvikt      | Bye                    | Parrinello (ITA) W 12-1 | Leon (CUB) L 2-10    | Gick inte vidare       | Gick inte vidare     | Gick inte vidare |
| Sailom Adi            | Fjädervikt      | Bye                    | Chadi (ALG) L 6-7       | Gick inte vidare     | Gick inte vidare       | Gick inte vidare     | Gick inte vidare |
| Pichai Sayotha        | Lättvikt        | Bye                    | Jong-Sub (KOR) L 4-10   | Gick inte vidare     | Gick inte vidare       | Gick inte vidare     | Gick inte vidare |
| Manus Boonjumnong     | Lätt weltervikt | Bye                    | Kawachi (JPN) W 8-1     | Sapiyev (KAZ) W 7-5  | Sotolongo (CUB) W 10-5 | Díaz (DOM) L 4-12    |                  |
| Non Boonjumnong       | Weltervikt      | Bye                    | Abdin (EGY) L 10-11     | Gick inte vidare     | Gick inte vidare       | Gick inte vidare     | Gick inte vidare |
| Angkhan Chomphuphuang | Medelvikt       | Deok-Jin (KOR) W 9-3   | Kumar (IND) L 3-13      | Gick inte vidare     | Gick inte vidare       | Gick inte vidare     | Gick inte vidare |

## Cykling
- Huvudartikel: Cykling vid olympiska sommarspelen 2008

Damer
| Cyklist           | Gren      | Tid     | Placering |
| ----------------- | --------- | ------- | --------- |
| Chanpeng Nontasin | Linjelopp | 3:51:51 | 61        |

## Friidrott
- Huvudartikel: Friidrott vid olympiska sommarspelen 2008

Förkortningar
- Noteringar – Placeringarna avser endast löparens eget heat
- Q = Kvalificerad till nästa omgång
- q = Kvalificerade sig till nästa omgång som den snabbaste idrottaren eller, i fältgrenarna, via placering utan att uppnå kvalgränsen.
- NR = Nationellt rekord
- N/A = Omgången ingick inte i grenen
- Bye = Idrottaren behövde inte delta i denna omgång

Herrar
Bana och landsväg
| Idrottare                                                                         | Gren      | Heat     | Heat      | Final            | Final            |
| Idrottare                                                                         | Gren      | Resultat | Placering | Resultat         | Placering        |
| --------------------------------------------------------------------------------- | --------- | -------- | --------- | ---------------- | ---------------- |
| Siriroj Darasuriyong Sompote Suwannarangsri Sittichai Suwonprateep Wachara Sondee | 4 x 100 m | 39.40    | 5         | Gick inte vidare | Gick inte vidare |

Damer
Bana & landsväg
| Idrottare                                                            | Gren      | Heat     | Heat      | Kvartsfinal      | Kvartsfinal      | Semifinal        | Semifinal        | Final            | Final            |
| Idrottare                                                            | Gren      | Resultat | Placering | Resultat         | Placering        | Resultat         | Placering        | Resultat         | Placering        |
| -------------------------------------------------------------------- | --------- | -------- | --------- | ---------------- | ---------------- | ---------------- | ---------------- | ---------------- | ---------------- |
| Jutamas Tawoncharoen                                                 | 100 m     | 11.82    | 8         | Gick inte vidare | Gick inte vidare | Gick inte vidare | Gick inte vidare | Gick inte vidare | Gick inte vidare |
| Sangwan Jaksunin Oranut Klomdee Nongnuch Sanrat Jutamas Tawoncharoen | 4 x 100 m | 44.38    | 5         | i.u.             | i.u.             | i.u.             | i.u.             | Gick inte vidare | Gick inte vidare |

Fältgrenar
| Idrottare             | Gren          | Kval  | Kval      | Final            | Final            |
| Idrottare             | Gren          | Längd | Placering | Längd            | Placering        |
| --------------------- | ------------- | ----- | --------- | ---------------- | ---------------- |
| Noengrothai Chaipetch | Höjdhopp      | 1.80  | 29        | Gick inte vidare | Gick inte vidare |
| Buoban Pamang         | Spjutkastning | 56.35 | 28        | Gick inte vidare | Gick inte vidare |

Kombinerade grenar – Sjukamp
| Mångkampare     | Gren     | 100H  | HJ   | SP  | 200 m | LJ | JT | 800 m | Final | Placering |
| --------------- | -------- | ----- | ---- | --- | ----- | -- | -- | ----- | ----- | --------- |
| Wassana Winatho | Resultat | 13.93 | 1.68 | DNS | —     | —  | —  | —     | DNF   | DNF       |
| Wassana Winatho | Poäng    | 988   | 830  | 0   | —     | —  | —  | —     | DNF   | DNF       |

## Fäktning
- Huvudartikel: Fäktning vid olympiska sommarspelen 2008

Herrar
| Idrottare        | Gren                  | Omgång 1          | Sextondelsfinal      | Åttondelsfinal    | Kvartsfinal       | Semifinal         | Final / BM        | Final / BM       |
| Idrottare        | Gren                  | Motståndare Poäng | Motståndare Poäng    | Motståndare Poäng | Motståndare Poäng | Motståndare Poäng | Motståndare Poäng | Placering        |
| ---------------- | --------------------- | ----------------- | -------------------- | ----------------- | ----------------- | ----------------- | ----------------- | ---------------- |
| Nontapat Panchan | Florett, individuellt | i.u.              | Mocek (POL) L 7–15   | Gick inte vidare  | Gick inte vidare  | Gick inte vidare  | Gick inte vidare  | Gick inte vidare |
| Wiradech Kothny  | Sabel, individuellt   | BYE               | Zhong M (CHN) L 7–15 | Gick inte vidare  | Gick inte vidare  | Gick inte vidare  | Gick inte vidare  | Gick inte vidare |

## Segling
Herrar
| Seglare      | Gren | Lopp | Lopp | Lopp | Lopp | Lopp | Lopp | Lopp | Lopp | Lopp | Lopp | Lopp | Summerad poäng | Finalplacering |
| Seglare      | Gren | 1    | 2    | 3    | 4    | 5    | 6    | 7    | 8    | 9    | 10   | M*   | Summerad poäng | Finalplacering |
| ------------ | ---- | ---- | ---- | ---- | ---- | ---- | ---- | ---- | ---- | ---- | ---- | ---- | -------------- | -------------- |
| Ek Boonsawad | RS:X | 19   | 15   | 28   | 25   | 19   | 24   | 33   | 20   | 27   | 26   | EL   | 203            | 25             |

M = Medaljlopp; EL = Eliminerad – gick inte vidare till medaljloppet;
Damer
| Seglare        | Gren | Lopp | Lopp | Lopp | Lopp | Lopp | Lopp | Lopp | Lopp | Lopp | Lopp | Lopp | Summerad poäng | Finalplacering |
| Seglare        | Gren | 1    | 2    | 3    | 4    | 5    | 6    | 7    | 8    | 9    | 10   | M*   | Summerad poäng | Finalplacering |
| -------------- | ---- | ---- | ---- | ---- | ---- | ---- | ---- | ---- | ---- | ---- | ---- | ---- | -------------- | -------------- |
| Napalai Tansai | RS:X | 16   | 17   | 18   | 24   | 8    | 22   | 19   | 23   | 23   | 23   | EL   | 169            | 20             |

M = Medaljlopp; EL = Eliminerad – gick inte vidare till medaljloppet;

## Simning
- Huvudartikel: Simning vid olympiska sommarspelen 2008

## Skytte
- Huvudartikel: Skytte vid olympiska sommarspelen 2008

## Taekwondo
| Idrottare           | Gren             | Åttondelsfinaler      | Kvartsfinaler        | Semifinaer                | Återkval             | Bronsmatch           | Final                | Final            |
| Idrottare           | Gren             | Motståndare Resultat  | Motståndare Resultat | Motståndare Resultat      | Motståndare Resultat | Motståndare Resultat | Motståndare Resultat | Placering        |
| ------------------- | ---------------- | --------------------- | -------------------- | ------------------------- | -------------------- | -------------------- | -------------------- | ---------------- |
| Chutchawal Khawlaor | Herrarnas −58 kg | Ogoudjobi (BEN) W 4–2 | Carneli (AUS) W 2–0  | Pérez (MEX) L 1–3         | Bye                  | Chu M-Y (TPE) L 2–4  | Gick inte vidare     | Gick inte vidare |
| Buttree Puedpong    | Damernas −49 kg  | Montejo (CUB) W 1–0   | Tran (VIE) W 2–1     | Contreras (VEN) W 2–2 SUP | Bye                  | Bye                  | Wu Jy (CHN) L (−1)–1 | 2                |
| Chonnapas Premwaew  | Damernas −57 kg  | López (USA) L 0–2     | Gick inte vidare     | Gick inte vidare          | Gick inte vidare     | Gick inte vidare     | Gick inte vidare     | Gick inte vidare |

## Tennis
| Spelare             | Gren      | Omgång 1                   | Omgång 2          | Åttondelsfinaler  | Kvartsfinaler     | Semifinaler       | Final / BM        | Final / BM       |
| Spelare             | Gren      | Motståndare Poäng          | Motståndare Poäng | Motståndare Poäng | Motståndare Poäng | Motståndare Poäng | Motståndare Poäng | Placering        |
| ------------------- | --------- | -------------------------- | ----------------- | ----------------- | ----------------- | ----------------- | ----------------- | ---------------- |
| Tamarine Tanasugarn | Damsingel | Arvidsson (SWE) L 2–6, 1–6 | Gick inte vidare  | Gick inte vidare  | Gick inte vidare  | Gick inte vidare  | Gick inte vidare  | Gick inte vidare |

## Tyngdlyftning
- Huvudartikel: Tyngdlyftning vid olympiska sommarspelen 2008